# Селіма Сфар
Селіма Сфар (фр. Selima Sfar, араб. سليمة صفر, Salima Sifr; нар. 8 липня 1977) — колишня туніська тенісистка.
Здобула одинадцять одиночних та двадцять два парні титули туру ITF. Учасниця Олімпійських ігор 1996, 2000, 2008 років.
Найвищу одиночну позицію світового рейтингу — 75 місце досягла 16 липня 2001, парну — 47 місце — 28 липня 2008 року.
Завершила кар'єру 2011 року.

## Фінали ITF
| Турніри $100,000 |
| Турніри $75,000  |
| Турніри $50,000  |
| Турніри $25,000  |
| Турніри $10,000  |

### Одиночний розряд: 19 (11–8)
| Результат | Ранг | Дата              | Турнір                            | Покриття   | Опонент              | Рахунок             |
| --------- | ---- | ----------------- | --------------------------------- | ---------- | -------------------- | ------------------- |
| Перемога  | 1.   | 14 серпня 1994    | ITF Carthage, Туніс               | Ґрунт      | Анн-Гель Сідо        | 5–7, 6–3, 6–4       |
| Перемога  | 2.   | 26 березня 1995   | ITF Moulins, Франція              | Тверде (i) | Linda Sentis         | 3–6, 6–3, 6–2       |
| Перемога  | 3.   | 26 листопада 1995 | ITF Le Havre, Франція             | Ґрунт (i)  | Емілі Луа            | 0–6, 6–3, 6–4       |
| Перемога  | 4.   | 4 лютого 1996     | ITF Dinan, Франція                | Ґрунт (i)  | Virginie Massart     | 6–4, 7–6(8)         |
| Перемога  | 5.   | 11 серпня 1996    | ITF Carthage, Туніс               | Ґрунт      | Marielle Bruens      | 7–5, 6–4            |
| Перемога  | 6.   | 14 грудня 1997    | ITF Ісмаїлія, Єгипет              | Ґрунт      | Ципора Обзилер       | 5–7, 7–5, 6–4       |
| Поразка   | 1.   | 22 червня 1998    | ITF Sezze, Італія                 | Ґрунт      | Аліче Канепа         | 5–7, 2–6            |
| Перемога  | 7.   | 30 квітня 2000    | ITF Борнмут, Велика Британія      | Ґрунт      | Драгана Зарич        | 7–5, 6–2            |
| Поразка   | 2.   | 17 липня 2000     | ITF Le Touquet, Франція           | Ґрунт      | Б'янка Ламаде        | 5–7, 4–6            |
| Поразка   | 3.   | 31 липня 2000     | Open Saint-Gaudens, Франція       | Ґрунт      | Олена Татаркова      | 4–6, 4–6            |
| Перемога  | 8.   | 22 вересня 2002   | ITF Glasgow, Велика Британія      | Тверде (i) | Енн Кеотавонг        | 7–6(5), 2–6, 7–6(8) |
| Перемога  | 9.   | 3 листопада 2002  | ITF Nottingham, Велика Британія   | Тверде (i) | Лілія Остерло        | 6–2, 6–2            |
| Поразка   | 4.   | 26 липня 2004     | ITF Модена, Італія                | Ґрунт      | Анна-Лена Гренефельд | 2–6, 4–6            |
| Поразка   | 5.   | 1 листопада 2004  | ITF Sint-Katelijne-Waver, Бельгія | Тверде (i) | Івонн Мойсбургер     | 4–6, 3–6            |
| Перемога  | 10.  | 14 травня 2006    | ITF Джунія, Ліван                 | Ґрунт      | Анастасія Якімова    | 6–4, 7–5            |
| Поразка   | 6.   | 10 квітня 2007    | Open de Biarritz, Франція         | Ґрунт      | Полін Пармантьє      | 2–6, 4–6            |
| Перемога  | 11.  | 13 травня 2007    | ITF Джунія, Ліван                 | Ґрунт      | Марія Коритцева      | 6–2, 4–6, 7–6(3)    |
| Поразка   | 7.   | 7 квітня 2008     | Open de Biarritz, Франція         | Ґрунт      | Катрін Верле         | 1–6, 3–6            |
| Поразка   | 8.   | 5 липня 2009      | ITF Mont-de-Marsan, Франція       | Ґрунт      | Анна Герасімоу       | 5–7, 3–6            |

### Парний розряд: 33 (21–12)
| Результат | Ранг | Дата              | Турнір                            | Покриття   | Партнер               | Опоненти                                           | Рахунок          |
| --------- | ---- | ----------------- | --------------------------------- | ---------- | --------------------- | -------------------------------------------------- | ---------------- |
| Перемога  | 1.   | 25 липня 1994     | ITF La Coruña, Іспанія            | Ґрунт      | Olivia de Camaret     | Sandra de Rafael Paula Hermida                     | 4–6, 6–2, 6–3    |
| Перемога  | 2.   | 1 серпня 1994     | ITF Casablanca, Марокко           | Ґрунт      | Olivia de Camaret     | Cora Hofmann Alexandra Seitarth                    | 4–6, 6–1, 6–0    |
| Поразка   | 1.   | 5 серпня 1996     | ITF Carthage, Туніс               | Ґрунт      | Sandrine Bouilleau    | Mariëlle Bruens Бахія Мухтассен                    | w/o              |
| Перемога  | 3.   | 21 квітня 1997    | ITF Guimarães, Португалія         | Тверде     | Елоді Ле Бесконд      | Кільдін Шевальє Jindra Gabrisová                   | 6–4, 6–2         |
| Перемога  | 4.   | 8 грудня 1997     | ITF Ісмаїлія, Єгипет              | Ґрунт      | Bérangère Karpenschif | Bianca Kamper Ніколь Ремі                          | 6–3, 7–6(5)      |
| Поразка   | 2.   | 11 травня 1998    | ITF Le Touquet, Франція           | Ґрунт      | Елоді Ле Бесконд      | Vanina Casanova Роміна Оттобоні                    | 6–7, 0–1 ret.    |
| Перемога  | 5.   | 22 червня 1998    | ITF Sezze, Італія                 | Ґрунт      | Vanina Casanova       | Аліче Канепа Алессія Ломбарді                      | 6–3, 6–1         |
| Перемога  | 6.   | 20 липня 1998     | ITF Valladolid, Іспанія           | Тверде     | Хісела Рієра          | Ева Бес Роса Марія Андрес Родрігес                 | 7–6(5), 7–6(3)   |
| Поразка   | 3.   | 27 липня 1998     | ITF Pamplona, Іспанія             | Тверде     | Meike Fröhlich        | Ева Бес Аманда Гопманс                             | w/o              |
| Перемога  | 7.   | 10 травня 1999    | ITF Edinburgh, Велика Британія    | Ґрунт      | Jo Ward               | Суріна Де Беер Лорна Вудрофф                       | 6–4, 6–2         |
| Поразка   | 4.   | 26 липня 1999     | ITF Pamplona, Іспанія             | Тверде     | Jo Ward               | Мотідзукі Хіроко Людмила Ріхтерова                 | 6–2, 4–6, 3–6    |
| Перемога  | 8.   | 2 серпня 1999     | ITF Періге, Франція               | Ґрунт      | Jo Ward               | Hanna-Katri Aalto Фудзівара Ріка                   | 6–4, 6–3         |
| Поразка   | 5.   | 6 лютого 2000     | ITF Джерсі, Велика Британія       | Тверде (i) | Jo Ward               | Олена Бовіна Ганна Запорожанова                    | 3–6, 2–6         |
| Перемога  | 9.   | 24 квітня 2000    | ITF Bournemouth, Велика Британія  | Ґрунт      | Лорна Вудрофф         | Ганна Коллін Жофія Губачі                          | 6–1, 6–0         |
| Перемога  | 10.  | 1 травня 2000     | ITF Hatfield, Велика Британія     | Ґрунт      | Jo Ward               | Жофія Губачі Ясмін Вер                             | 7–6(6), 6–2      |
| Поразка   | 6.   | 15 травня 2000    | ITF Edinburgh, Велика Британія    | Ґрунт      | Лорна Вудрофф         | Наталі Грандін Ніколь Ренкен                       | 6–0, 3–6, 4–6    |
| Поразка   | 7.   | 3 листопада 2002  | ITF Nottingham, Велика Британія   | Тверде (i) | Лусі Ал               | Кім Грант Лілія Остерло                            | 1–6, 2–6         |
| Перемога  | 11.  | 20 квітня 2003    | ITF Біарриц, Франція              | Ґрунт      | Лусі Ал               | Юлія Бейгельзимер Запорожанова Ганна Олександрівна | 6–1, 6–1         |
| Поразка   | 8.   | 18 серпня 2003    | ITF Бронкс, США                   | Тверде     | Мара Сантанджело      | Бейгельзимер Юлія Емануїлівна Тетяна Пучек         | 4–6, 5–7         |
| Перемога  | 12.  | 13 вересня 2004   | ITF Bordeaux, Франція             | Ґрунт      | Стефані Коен-Алоро    | Еріка Краут Ясмін Вер                              | 3–6, 6–3, 6–3    |
| Поразка   | 9.   | 10 жовтня 2004    | ITF Joué-lès-Tours, Франція       | Ґрунт      | Стефані Коен-Алоро    | Квета Пешке Анжеліка Реш                           | w/o              |
| Перемога  | 13.  | 18 жовтня 2004    | ITF Saint-Raphaël, Франція        | Тверде (i) | Стефані Коен-Алоро    | Барбора Стрицова Галина Воскобоєва                 | 7–6(3), 2–6, 6–4 |
| Перемога  | 14.  | 1 листопада 2004  | ITF Sint-Katelijne-Waver, Бельгія | Тверде (i) | Віржині Піше          | Ева Фіслова Станіслава Грозенська                  | 6–1, 7–6(2)      |
| Перемога  | 15.  | 23 листопада 2004 | ITF Пуатьє, Франція               | Тверде (i) | Стефані Коен-Алоро    | Габріела Хмелінова Міхаела Паштікова               | 7–5, 6–4         |
| Перемога  | 16.  | 12 квітня 2005    | Open de Biarritz, Франція         | Ґрунт      | Стефані Коен-Алоро    | Тімеа Бачинскі Орелі Веді                          | 6–2, 6–1         |
| Перемога  | 17.  | 15 листопада 2005 | ITF Deauville, Франція            | Ґрунт (i)  | Стефані Коен-Алоро    | Альона Бондаренко Катерина Бондаренко              | 6–3, 6–1         |
| Поразка   | 10.  | 26 березня 2007   | ITF Latina, Італія                | Тверде     | Стефані Коен-Алоро    | Сара Еррані Джулія Габба                           | 3–6, 6–1, 6–7(2) |
| Поразка   | 11.  | 6 квітня 2008     | ITF Torhout, Бельгія              | Тверде     | Стефані Коен-Алоро    | Анастасія Павлюченкова Яніна Вікмаєр               | 4–6, 6–4, [8–10] |
| Перемога  | 18.  | 20 липня 2009     | ITF Pétange, Люксембург           | Ґрунт      | Стефані Коен-Алоро    | Дарія Юрак Катрін Верле                            | 6–2, 3–6, [10–7] |
| Перемога  | 19.  | 12 жовтня 2009    | ITF Joué-lès-Tours, Франція       | Тверде     | Юлія Федосова         | Стефані Коен-Алоро Орелі Веді                      | 4–6, 6–0, [10–8] |
| Перемога  | 20.  | 22 лютого 2010    | ITF Biberach, Німеччина           | Тверде (i) | Стефані Коен-Алоро    | Мона Бартель Кармен Клашка                         | 5–7, 6–1, [10–5] |
| Поразка   | 12.  | 17 жовтня 2010    | ITF Joué-lès-Tours, Франція       | Тверде (i) | Стефані Коен-Алоро    | Татьяна Марія Ірена Павлович                       | 4–6, 7–5, [8–10] |
| Перемога  | 21.  | 24 січня 2011     | ITF Grenoble, Франція             | Тверде (i) | Стефані Коен-Алоро    | Ірина Бремон Орелі Веді                            | 6–1, 6–3         |